# 2月11日 (旧暦)
旧暦2月11日（きゅうれきにがつじゅういちにち）は、旧暦2月の11日目である。六曜は赤口である。

## できごと
- 仁安2年（ユリウス暦1167年3月4日） - 平清盛が、左・右大臣を経ずに一挙に太政大臣に就任。平氏政権が確立
- 元禄7年（グレゴリオ暦1694年3月6日） -  高田馬場の決闘
- 文化元年（グレゴリオ暦1804年3月22日） - 甲子革令の為、享和から文化に改元
- 文久2年（グレゴリオ暦1862年3月11日） - 江戸幕府将軍・徳川家茂と皇妹・和宮親子内親王の婚儀を江戸城で挙行

## 誕生日
- 元禄7年（グレゴリオ暦1694年3月6日） - 有栖川宮正仁親王、有栖川宮第4代当主（+ 1716年）